# Aleiodes euproctis
Aleiodes euproctis är en stekelart som beskrevs av He och Chen 1990. Aleiodes euproctis ingår i släktet Aleiodes och familjen bracksteklar. Inga underarter finns listade i Catalogue of Life.